# ألان لارسون
ألان لارسون (بالسويدية: Allan Larsson)‏ هو صحفي وسياسي سويدي، ولد في 3 أبريل 1938 في السويد. حزبياً، نشط في حزب العمال الديمقراطي الاشتراكي السويدي. وقد انتخب عضو البرلمان السويدي ‏.

## روابط خارجية
- ألان لارسون على موقع مونزينجر (الألمانية)